# لونگ‌چینگ
لونگ‌چینگ (چینی: 隆慶؛ پین‌یین: Lóngqìng؛ وید-جایلز: Lung- ch’ing؛ انگلیسی: Longqing) به معنای «جشن بزرگ»، نام پادشاهی جو تسای‌هو (۴ مارس ۱۵۳۷ - ۵ ژوئیه ۱۵۷۲)، دوازدهمین امپراتور دودمان مینگ بود که به مدت شش سال بین سال‌های ۱۵۶۷ تا ۱۵۷۲ بر چین فرمانروایی نمود.

## زندگی‌نامه
جو تسای‌هو (چینی: 朱載垕؛ پین‌یین: Zhū Zàihòu؛ وید-جایلز: Chu Tsai-Huo؛ انگلیسی: Zhu Zaihou) در ۴ مارس ۱۵۳۷ زاده شد و با مرگ پدرش امپراتور جیاجینگ به عنوان دوازدهمین امپراتور مینگ با عنوان امپراتور لونگ‌چینگ در ۱۵۶۷ بر تخت سلطنت نشست. کشور چین در این زمان به دلیل حکومت طولانی مدت امپراتور جیاجینگ که با بی‌توجهی کامل او نسبت به امور مملکتی و سپردن زمام امور به دست افراد بی‌کفایت همراه شده بود در وضعیت خوبی به سر نمی‌برد و لونگ‌چینگ به امید بهبود بخشیدن به اوضاع دست به اصلاحاتی زد. او مخارج دربار را محدود ساخت و تلاش نمود تا جلوی فساد اداری گرفته شود. همچنین صاحب‌منصبانی توانمند همچون جانگ جوجنگ را به استخدام حکومت درآورد تا کشور دوره‌ای از ثبات و پیشرفت را تجربه نماید.
در این زمان تجارت با دیگر کشورها در اروپا، آفریقا و آسیا از سر گرفته شد و امنیت مرزهای آبی و زمینی بهبود یافت. همچنین عهدنامهٔ صلحی با آلتان، رهبر مغول‌هایی که مرزهای شمالی چین را مورد تاخت و تاز قرار داده بودند امضا شد.
مدت حکومت امپراتور لونگ چینگ طولانی نبود و با مرگ او در ۵ ژوئیه ۱۵۷۲ به پایان رسید و پسرش جو ئی‌جون با عنوان امپراتور وان‌لی جانشین او شد.